# Trubadur (opera)
Trubadur (Il Trovatore) je opera, dramma u četiri dijela Giuseppea Verdija.

## Libreto
Salvatore Cammarano prema drami „Trubadur” (El trovador) i Antonio García Gutiérrez.

## Premijera
Premijera Trubadura bila je 19. siječnja 1853. u Rimu.

## Likovi i uloge
Grof od Lune (Conte di Luna), mladi Aragonski plemić - bariton

Leonora, dvorska dama princeze Aragonije - sopran

Azucena, ciganka - mezzosopran

Manrico, časnik u vojsci princa Urgela, misli se da je Azucenin sin - tenor

Ferrando, kapetan grofove vojske - bas

Ines, Leonorina pratilja - sopran

Ruiz, vojnik u Manricovoj službi - tenor

Stari Ciganin (Vechhio Zingaro) - bas

Glasnik (Un Messo) - tenor
časne sestre, sluge i vojnici grofa, cigani

## Mjesto i vrijeme radnje
Biskaja i Aragonija u ranom XV. stoljeću.

## Radnja

### I dio – „Duel”

#### Scena I
Predvorje dvorca Alaferija. Na straži tokom noći, Ferrando priča događaj iz porodične povijesti: stara Ciganka je uhvaćena kako čara oko mlađeg sina starog grofa i osuđena je na lomaču. Njena kćerka je ukrala dijete i bacila ga u plamen majčine lomače. Grof se nadao da mu nije sin stradao i zakleo je svog starijeg sina da ga nađe. Taj stariji sin je sadašnji grof od Lune. Vojnici su zastrašeni pričom kako duh stare ciganke i dalje luta oko zamka u gluho doba noći.

#### Scena II
Balkon palače noću. Leonora se zaljubila u nepoznatog mladića na turniru. Kasnije ga je prepoznala po glasu: to je mladi trubadur kojeg povremeno čuje u vrtu. Ona ga čeka. Pojavljuje se i grof od Lune koji je zaljubljen u Leonoru. On čuje trubadurovu pjesmu i ljubomora ga izjeda. Leonora greškom govori nježne riječi Luni i Manrico je optuži da ga vara. Ona ga moli da joj oprosti jer ju je noćna tama prevarila. Luna u trubaduru prepoznaje Manrica, vojskovođu svog najljućeg neprijatelja, princa Ergela i izaziva ga na dvoboj usprkos Leonorinim preklinjanjima.

### II dio – „Ciganka”

#### Scena I
Ciganski logor u planinama Baskije. Manrico je savladao Lunu u dvoboju, ali ga je neki unutrašnji glas zaustavio da ga ubije. Ali, Luna ga je pratio i sustigao i Manrico je savladan. Azucena ga je našla i izliječila mu rane. Ona sjedi kraj vatre koja je stalno podsjeća na majčinu lomaču i na posljednji majčin krik: „Osveti me!”. Ona Manricu priča kako je pre petnaest godina njena majka lažno optužena i osuđena za napad na grofovog mlađeg sina. Ona je majku pratila ka njenoj lomači i želeći da se osveti grofu, ukrala dijete i bacila ga u vatru. Ali, kada je došla sebi, shvatila je da nije grofov sin stradao, već da je svoje dijete bacila u vatru. Tada ga je ona uzela i odgojila kao svog sina. Manrico je zbunjen: zar on nije njen sin? Ona ga žurno uvjerava da jeste i da ne sluša brbljanja stare žene, već da mora osvetiti smrt njene majke. Na to dolazi glasnik s viješću da je Leonora, misleći da je Manrico mrtav, odlučila da se povuče u samostan. Manrico usprkos majčinim molbama odlazi da je zaustavi.

#### Scena II
Crkva samostana van Kastelora. Luna je također čuo za Leonorinu namjeru i dolazi da je otme. Na vrijeme upada Manrico, Leonora ne vjeruje da je njen voljeni živ i oni uz pomoć Manricovih vojnika uspijevaju da pobjegnu u sigurnu tvrđavu Kastelor.

### III dio – „Cigankin sin”

#### Scena I
Lunin vojni kamp izvan zidina Kastelora. Luna opsjeda posljednje uporište princa Ergela kojim komandira Manrico. Nedaleko od kampa je uhvaćena ciganka za koju su vojnici smatrali da je špijun. Ferrandu ona djeluje poznato. Kada ona u očaju pozove Manrica u pomoć, svi shvaćaju ko je ona: ciganka koja je ubila Luninog brata. Azucenu bacaju u tamnicu.

#### Scena II
U tvrđavi Kastelor. Leonora i Manrico se pripremaju za vjenčanje, ali ih Ruiz prekida viješću da je Azucena uhićena i Manrico, sa svojim vojnicima, kreće da oslobodi majku.

### IV dio – „Pogubljenje”

#### Scena I
Krilo palače Alaferija. Luna je pobijedio u bici i zauzeo tvrđavu Kastelor, ali Leonoru nisu našli. Manrico je uhvaćen i bačen s majkom u tamnicu. Leonora je saznala da će oni biti u zoru pogubljeni i došla je kod Lune da ga moli za milost. Kada u zamjenu ponudi sebe, Luna je presretan i obećava da će pustiti Manrica i Azucenu. On ne zna da je Leonora popila otrov.

#### Scena II
Tamnica. Manrico i Azucena su u lancima. Leonora dolazi i nagovara Manrica da bježi, ali on to ne želi jer vjeruje da ga je ona prevarila. Neočekivano, otrov počinje prerano djelovati. Manrico shvaća što je Leonora uradila, ali već je kasno. Ona umire na njegovim rukama. Luna je bjesan i šalje Manrica na gubilište. On tjera Azucenu da to gleda, a ona, kada je Manricu odrubljena glava, Luni otkrije da je Manrico u stvari njegov brat. Luna je očajan, a Azucena uzvikuje: „Sad si osvećena, majko!”.